# Andrena kamikochiana
Andrena kamikochiana är en biart som beskrevs av Hirashima 1963. Andrena kamikochiana ingår i släktet sandbin, och familjen grävbin. Inga underarter finns listade i Catalogue of Life.